# Briartit
Briartit ist ein sehr selten vorkommendes Mineral aus der Mineralklasse der „Sulfide und Sulfosalze“. Es kristallisiert im tetragonalen Kristallsystem mit der chemischen Zusammensetzung Cu2(Fe,Zn)GeS4 und damit das Zink-Analogon von Barquillit (Cu2(Cd,Fe)GeS4). Die in den runden Klammern angegebenen Elemente Eisen und Zink können sich in der Formel jeweils gegenseitig vertreten (Substitution, Diadochie), stehen jedoch immer im selben Mengenverhältnis zu den anderen Bestandteilen des Minerals.
Briartit ist in jeder Form undurchsichtig und von grauer, im Auflicht auch graublauer, Farbe. Bisher konnte er nur in Form kleiner Körner bis etwa zwei Millimeter Durchmesser sowie als Inklusion in anderen Sulfiden gefunden werden.

## Etymologie und Geschichte
Erstmals entdeckt wurde Briartit in der „Kipushi Mine“ (auch „Prinz Léopold Mine“) bei Kipushi in der Demokratischen Republik Kongo. Beschrieben wurde er 1965 von J. Francotte, R. Moreau, R. Ottenburgs und C. Lévy, die das Mineral nach Gaston Briart benannten, der die Kipushi-Lagerstätte studierte.

## Klassifikation
In der veralteten 8. Auflage der Mineralsystematik nach Strunz gehörte der Briartit zur Mineralklasse der „Sulfide und Sulfosalze“ und dort zur Abteilung „Sulfide mit M : S = 1 : 1“, wo er gemeinsam mit Famatinit, Hocartit, Kësterit, Luzonit, Sakuraiit, Stannit und Stannoidit in der „Luzonit-Reihe“ mit der Systemnummer II/B.03a steht.
In der zuletzt 2018 überarbeiteten Lapis-Systematik nach Stefan Weiß, die formal auf der alten Systematik von Karl Hugo Strunz in der 8. Auflage basiert, erhielt das Mineral die System- und Mineralnummer II/C.06-040. Dies entspricht der Klasse der „Sulfide und Sulfosalze“ und dort der Abteilung „Sulfide mit dem Stoffmengenverhältnis Metall : S,Se,Te ≈ 1 : 1“, wo Briartit zusammen mit Barquillit, Černýit, Famatinit, Ferrokësterit, Hocartit, Kësterit, Keutschit, Kuramit, Luzonit, Permingeatit, Petrukit, Pirquitasit, Rhodostannit, Sakuraiit, Stannit, Toyohait und Velikit die „Stannitgruppe“ mit der Systemnummer II/C.06 bildet.
Die von der International Mineralogical Association (IMA) zuletzt 2009 aktualisierte 9. Auflage der Strunz’schen Mineralsystematik ordnet den Briartit in die Klasse der „Sulfide und Sulfosalze (Sulfide, Selenide, Telluride, Arsenide, Antimonide, Bismutide, Sulfarsenide, Sulfantimonide, Sulfbismutide)“ und dort in die Abteilung „Sulfarsenate“ ein. Hier ist das Mineral in der Unterabteilung „Sulfarsenate mit (As,Sb)S4-Tetraedern“ zu finden, wo es zusammen mit Barquillit, Famatinit, Luzonit und Permingeatit die „Luzonitgruppe“ mit der Systemnummer 2.KA.10 bildet.
In der vorwiegend im englischen Sprachraum gebräuchlichen Systematik der Minerale nach Dana hat Briartit die System- und Mineralnummer 02.09.02.03. Das entspricht der Klasse der „Sulfide und Sulfosalze“ und dort der Abteilung „Sulfidminerale“. Hier findet er sich innerhalb der Unterabteilung „Sulfide – einschließlich Selenide und Telluride – mit der Zusammensetzung AmBnXp, mit (m+n):p=1:1“ in der „Stannitgruppe (Tetragonal: I42m) A2BCS-Typ“, in der auch Stannit, Černýit, Kuramit, Sakuraiit, Hocartit, Pirquitasit, Velikit, Kësterit, Ferrokësterit und Barquillit eingeordnet sind.

## Bildung und Fundorte
Briartit bildet sich als seltene Inklusion in anderen Germanium-Gallium-haltigen Sulfiden. Als Begleitmineral treten unter anderem Chalkopyrit, Galenit, Germanit, Renierit, Sphalerit und Tennantit auf.
Neben seiner Typlokalität „Kipushi Mine“ (auch „Prinz Léopold Mine“) in der Demokratischen Republik Kongo fand sich das Mineral bisher (Stand: 2012) noch in der Lagerstätte „Plan d'Argut“ bei Argut-Dessous im Département Haute-Garonne und bei Bancaïroun (Guillaumes) im Département Alpes-Maritimes in Frankreich, in den „Kamariza Mines“ bei Agios Konstantinos in der griechischen Region Attika, in der „Tsumeb Mine“ in Namibia, in der „Kabwe Mine“ (auch „Broken Hill Mine“) bei Kabwe in Sambia, der „Teresita Mine“ bei Riosa und der Barquilla Sn-Ge-Cd-Cu-Fe-Lagerstätte bei Salamanca in Spanien sowie in der „Inexco Mine“ bei Jamestown im US-Bundesstaat Colorado.

## Kristallstruktur
Briartit kristallisiert tetragonal in der Raumgruppe I42m (Raumgruppen-Nr. 121) mit den Gitterparametern a = 5,32 Å und c = 10,51 Å sowie 2 Formeleinheiten pro Elementarzelle.